# Професионална оријентација и селекција
Професионална оријентација и селекција  су активности које имају за циљ да сваком појединцу помогну при избору занимања (оријентација), а послодавцу саветује да прими једног или више кандидата за одређени посао између свих заитересованих кандидата (селекција). Професионална оријентација и селекција су резултат тимског рада психолога, педагога, лекара медицине рада и других специјалиста као и социјалног радника и познаваоца будућих послова кандидата.
Професионална оријентација и селекција имају искључиво саветодавни карактер. Кандидат за избор занимања, као и послодавац у избору запосленог су потпуно слободни да прихвате или одбију  савет, али је саветодавац дужан да му предочи евентуалне ризике у случају неприхватања савета.